# Гай (папа римский)
Гай (лат. Caius; ? — 22 апреля 296) — епископ Рима с 17 декабря 283 года по 22 апреля 296 года.

## Биография

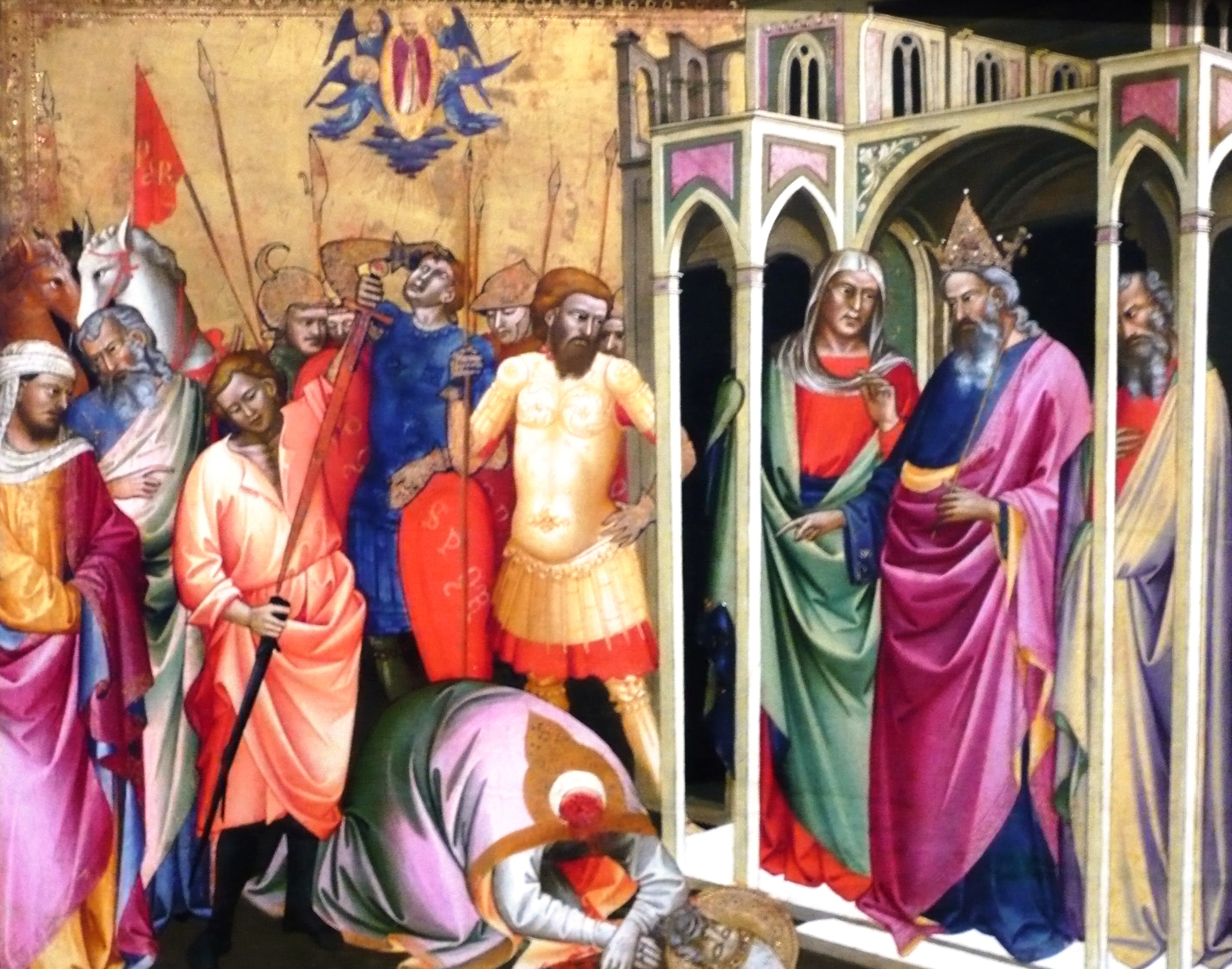
Мученическая смерть Гая

Родился в Далмации, был родственником императора Диоклетиана. Казнён вместе со своей племянницей св. Сусанной и несколькими придворными и священниками. Почитается католиками, особенно в Хорватии и на севере Италии, а также православными. Согласно католическим источникам, погребён в катакомбах Святого Каллиста.

## Дом Гая
Около 280 года на месте нынешней церкви Санта-Сусанна был открыт христианский молельный дом, ставший местом встречи христиан (Domus Ecclesiae). Дом принадлежал братьям Гаю и Габинию. Гай впоследствии стал папой, а Габиний был отцом Святой Сусанны. Таким образом, источники утверждают, что Гай был дядей Сусанны.

## Папство
Как папа Гай постановил, что любой кандидат в епископы должен был пройти все ступени церковной иерархии - привратника, лектора, экзорциста, псаломщика, иподиакона, диакона и священника. Он также разделил районы Рима среди диаконов. Во время понтификата Гая усилились антихристианские настроения, хотя были построены новые церкви, а кладбища были расширены. Святой Гай, возможно, не был замучен: преследования Диоклетиана начались в 303 году, уже после предполагаемой гибели Гая.

## Смерть и погребение
Гай упоминается в списке епископов Depositio Episcoporum IV века. Гробница Гая с оригинальной эпитафией была обнаружена в катакомбах Каллиста. В 1631 году его предполагаемый дом в Риме был превращен в церковь. Однако он был снесён в 1880 году, чтобы освободить место для здания военного министерства, и его мощи были перенесены в часовню семьи Барберини.

## Почитание
Праздник Святого Гая празднуется 22 апреля, как и Святого Сотера. Оба упоминаются под датой 22 апреля в "Римском Мартирологе", официальном списке признанных святых. Вступление к статье о Гае выглядит следующим образом: "В Риме, на кладбище Каллиста на Аппиевой дороге, погребён святой Гай, папа, который, спасаясь от преследований Диоклетиана, умер как исповедник веры".
Гай изображается в искусстве в папской тиаре со святым Нереем. Он почитается в Далмации и Венеции. Во Флоренции церковь Сан-Гаджо была посвящена ему. В православии он почитается 24 августа.